# Michele Serra
Michele Serra Errante (Roma, 10 luglio 1954) è un giornalista, umorista, scrittore e autore televisivo italiano.

## Biografia
Michele Serra (all'anagrafe Michele Serra Errante) nasce a Roma nel 1954 ma cresce a Milano, dove la sua famiglia si era trasferita nel 1959.
Consegue la maturità classica presso il liceo Manzoni e, una volta interrotti gli studi al terzo anno di lettere moderne a La Statale, inizia nel 1975 a lavorare per l'Unità, organo di stampa ufficiale del Partito Comunista Italiano, in qualità dapprima di semplice dimafonista (tecnico del giornale addetto alla trascrizione del pezzo che i collaboratori esterni hanno registrato al centralino) e poi come redattore e inviato sportivo. Solo più avanti si occuperà anche di spettacoli.
Al giornale raccoglie l'eredità del celebre corsivista Mario Melloni, alias Fortebraccio, e sciorina commenti corrosivi e cronache tra le più disparate: il suo repertorio spazia dalle recensioni discografiche (ad esempio Nada), alle rubriche sportive (La telefonata del martedì), agli appunti di viaggio, come nel libro Tutti al mare, un giro dell'Italia costiera su una Panda. Si iscrive al PCI nel 1974 presso la sezione milanese "Perotti-Devani" di via Zecca Vecchia.
Nel 1986 comincia a dedicarsi alla satira, collaborando con l'inserto satirico de l'Unità Tango, diretto da Sergio Staino. Per questa sua attività vincerà quello stesso anno il Premio Satira Politica Forte dei Marmi per la sezione "Giornalismo". Nel 1987 inizia a collaborare anche col settimanale Epoca dell'Arnoldo Mondadori Editore, ma rassegna per protesta le dimissioni quando, nel 1990, la proprietà passa a Silvio Berlusconi dopo la "guerra di Segrate". Nel 1988 Tango chiude e il direttore de l'Unità Massimo D'Alema incarica Serra di dirigere un nuovo inserto satirico. Nasce così, nel gennaio 1989, Cuore, che dal 1991 diventerà settimanale a sé stante. Negli stessi anni scrive i testi delle apparizioni TV e degli spettacoli di Beppe Grillo.
Viene candidato dal PCI alle elezioni europee del 1989, ma non viene eletto. Pochi mesi dopo, nel novembre 1989, esce il suo primo libro di racconti, Il nuovo che avanza. Il 26 luglio 1990 s'iscrive al Partito Radicale, agli Antiproibizionisti e ai Verdi Arcobaleno, in violazione dello statuto del PCI che non permette ai propri iscritti di aderire ad altri partiti. Ma Serra lo fa come provocazione davanti a Piero Fassino, per chiedere che la sinistra possa diventare «unita e antagonista». Nel 1990 scrive con Beppe Grillo il recital Buone notizie, esordio teatrale del comico genovese, che sarà diretto da Giorgio Gaber.
Nel 1991 aderisce al PDS, ma ne esce deluso quasi subito, pur rimanendo fortemente legato alle ragioni della sinistra incarnate un tempo dal PCI.
Il 7 maggio 1992 viene nominato direttore de l'Unità Walter Veltroni. Serra e altri redattori del giornale erano contrari alla nomina di un direttore politico e chiedevano una soluzione interna, più svincolata dal partito. Veltroni garantisce alla redazione piena autonomia e a partire dal 7 giugno offre a Serra e Ellekappa uno spazio quotidiano in prima pagina, la rubrica Che tempo fa, un corsivo con vignetta. Da allora, prima sull’Unità poi sulla Repubblica, Serra scrive tutti i giorni, tranne il lunedì, un suo corsivo.
Nel 1993 partecipa al cast del programma TV Cielito lindo, varietà della seconda serata di Rai 3, curato, tra gli altri, da Sergio Staino. Nel programma Serra ha una rubrica da casa dove se la prende con la pubblicità. Il 1º luglio 1994 lascia la direzione di Cuore (pur restandone "garante") a Claudio Sabelli Fioretti perché vuole dedicarsi di più alla scrittura, ma al contempo non lascia il suo spazio fisso su l'Unità. Dal 13 novembre 1996 inizia a collaborare con la Repubblica, dove, dal luglio 2001, oltre a essere commentatore ed editorialista, cura una rubrica fissa, L'amaca, dove descrive con garbata ironia vizi e costumi della politica e della società italiana. Per lo stesso gruppo editoriale collabora anche a L'Espresso, sul quale cura la rubrica Satira preventiva.
Nel settembre 1997 esce, dopo tre anni di lavoro, il suo primo romanzo, Il ragazzo mucca, e due mesi dopo esordisce a teatro lo spettacolo Giù al Nord, scritto per Antonio Albanese, con lo stesso ed Enzo Santin. Nel 1998 aderisce all'associazione Liberamente, presieduta da Gloria Buffo e vicina ai DS, e con questa si schiera per l'abrogazione dell'ergastolo. Nel 1999 è autore con altri del programma TV C'era un ragazzo, condotto da Gianni Morandi in prima serata su Rai 1. Nello stesso anno scrive un adattamento de Il suicida di Nikolaj Ėrdman per Luca De Filippo.
Il 28 luglio 2000 chiude l'Unità e Serra reagisce infuriato dalle colonne de la Repubblica, scrivendo:
( Michele Serra, Il delitto perfetto, su ricerca.repubblica.it, la Repubblica, 28 luglio 2000. URL consultato il 21 ottobre 2017 (archiviato il 4 marzo 2016).)
Il 1º novembre 2000 a Parma si tiene il concerto a più voci La tavola di Babele per sostenere la campagna FAO Cibo per tutti, e Serra figura fra gli autori. Nel 2001 è autore con altri del programma TV 125 milioni di caz..te, condotto da Adriano Celentano su Rai 1. Il 24 novembre 2001 si tiene la prima di Peter Uncino, rilettura del mito di Peter Pan scritta a quattro mani con Marco Tutino per Milva e David Riondino. Nel 2002 vince il premio Procida-Isola di Arturo-Elsa Morante e il premio Gradara Ludens per il libro Cerimonie.
Dal 2003 al 2013 è autore con altri del programma di Rai 3 Che tempo che fa, condotto da Fabio Fazio; in seguito, è diventato ospite fisso del talk show, anche dopo il suo passaggio a NOVE, con un monologo iniziale dedicato alla stretta attualità. Nel 2012 è uno degli autori del programma condotto da Fabio Fazio e Roberto Saviano dal titolo Quello che (non) ho, in onda su LA7. Notoriamente tifoso dell'Inter, è autore di numerosi libri, la gran parte dei quali raccoglie una selezione dei suoi contributi su quotidiani e periodici. Collabora attualmente con la Repubblica (dove tiene la rubrica L'amaca), il Venerdì di Repubblica (dove risponde settimanalmente alle lettere dei lettori nella rubrica Per posta), e Il Post (dove cura la newsletter settimanale Ok Boomer).
Con un Post Scriptum alla Satira preventiva de L'Espresso n. 51 del 31 dicembre 2022, saluta i suoi lettori annunciando pertanto la fine della sua collaborazione al settimanale. 

### Una piazza per l'Europa
Nel febbraio del 2025, Serra ha promosso la realizzazione di una manifestazione nazionale a favore dell'Europa, prima con un articolo della sua newsletter per Il Post, Ok Boomer, e poi uno per la Repubblica. Tale manifestazione, denominata "Una piazza per l'Europa", si è tenuta il 15 marzo in Piazza del Popolo a Roma, con diversi appelli all'unità politica del continente europeo, nonché al sostegno militare e diplomatico all'Ucraina contro l'invasione russa, e contro l'approccio alla politica internazionale del presidente statunitense Donald Trump. L'evento, patrocinato dal sindaco di Roma, Roberto Gualtieri, ha visto l'adesione, fra gli altri, di esponenti di vari partiti, come il Partito Democratico, Alleanza Verdi e Sinistra, Italia Viva, Azione e +Europa; i senatori a vita Liliana Segre, Renzo Piano ed Elena Cattaneo; rappresentanze sindacali di CGIL, UIL e CISL; associazioni come la Comunità di Sant'Egidio, l'ANCI, la FOCSIV, l'ACLI, l'Azione Cattolica, Legambiente e Famiglie Arcobaleno; personaggi pubblici come Corrado Augias, Antonio Scurati, Roberto e Francesca Vecchioni; Corrado Formigli, Paolo Virzì, Antonio Albanese, Claudio Bisio, Luciana Littizzetto, Jovanotti, Renata Colorni, Fabrizio Bentivoglio, Gianrico Carofiglio, Lella Costa, Jaume Collboni e Javier Cercas.

## Vita privata
Serra è sposato con la giornalista Giovanna Zucconi.

## Opere
- Giorgio Gaber. La canzone a teatro, Milano, Il Saggiatore, 1982.
- Tutti al mare, Milano, Milano Libri, 1986; Milano, Feltrinelli, 1990. ISBN 88-07-81132-4.
- Visti da lontano, Milano, Arnoldo Mondadori, 1987. ISBN 88-04-30033-7.
- Ridateci la Potëmkin, Milano, Arnoldo Mondadori, 1988. ISBN 88-04-31321-8.
- Il nuovo che avanza, Milano, Feltrinelli, 1989. ISBN 88-07-01396-7.
- 44 falsi, Milano, Feltrinelli, 1991. ISBN 88-07-81187-1.
- Poetastro. Poesie per incartare l'insalata, Milano, Feltrinelli, 1993. ISBN 88-07-70044-1.
- Il Gigante di carta. Come la stampa ha fabbricato il mito di Raul Gardini, con Claudio Sabelli Fioretti e Angelo Aquaro, Milano, Cuore Corporation, 1994, SBN RAV0259402.
- Il ragazzo mucca, Milano, Feltrinelli, 1997. ISBN 88-07-01526-9.
- Maledetti giornalisti, con Goffredo Fofi e Gad Lerner, Roma, Edizioni e/o, 1997. ISBN 88-7641-329-4.
- Giù al Nord, con Antonio Albanese ed Enzo Santin, Torino, Einaudi, 1998. ISBN 88-06-15357-9.
- Che tempo fa, Milano Feltrinelli, 1999. ISBN 88-07-81551-6.
- Canzoni politiche, Milano, Feltrinelli, 2000. ISBN 88-07-81623-7.
- Pinocchio Novecento. 25 tavole a colori commentate da Michele Serra, testo di Carlo Collodi e disegni di Sergio Staino, Milano, Feltrinelli, 2001. ISBN 88-07-42094-5.
- Cerimonie, Milano, Feltrinelli, 2002. ISBN 88-07-01614-1.
- De André il corsaro, con Fernanda Pivano e Cesare G. Romana, Novara, Interlinea, 2002. ISBN 88-8212-354-5.
- I bambini sono di sinistra, con Claudio Bisio, Giorgio Terruzzi, Giorgio Gallione e Gigio Alberti, Torino, Einaudi, 2005. ISBN 88-06-17305-7.
- Tutti i santi giorni, Milano, Feltrinelli, 2006. ISBN 88-07-49046-3.
- Psicoparty, con Antonio Albanese, con DVD, Milano, BUR, 2007. ISBN 978-88-17-01885-2.
- Breviario comico. A perpetua memoria, Milano, Feltrinelli, 2008. ISBN 978-88-07-49071-2.
- L'assassino, Milano, Feltrinelli, 2013. ISBN 978-88-58-85125-8. [solo eBook]
- Gli sdraiati, Milano, Feltrinelli, 2013, ISBN 978-88-07-01834-3.
- Ognuno potrebbe, Milano, Feltrinelli, 2015, ISBN 978-88-07-03161-8.
- (Bi)sogni e altri demoni, Collana Solaris, Montag, 2016, ISBN 978-88-689-2121-7.
- La Sinistra e altre parole strane, Collana Varia, Milano, Feltrinelli, 2017, ISBN 978-88-074-9228-0.
- Il grande libro delle Amache. 25 anni di storia italiana con pochi cedimenti allo sconforto, a cura di Giacomo Papi, Collana Varia, Milano, Feltrinelli, 2017, ISBN 978-88-074-9229-7.
- Le cose che bruciano, Collana I Narratori, Milano, Feltrinelli, 2019, ISBN 9788807032394.